# Elizabeth Haffenden
Elizabeth Haffenden (* 18. April 1906 in Croydon, Surrey, England; † 29. Mai 1976 in London) war eine britische Kostümbildnerin, die zweimal den Oscar für das beste Kostümdesign in einem Farbfilm sowie einen weiteren British Academy Film Award für die besten Kostüme gewann.

## Leben

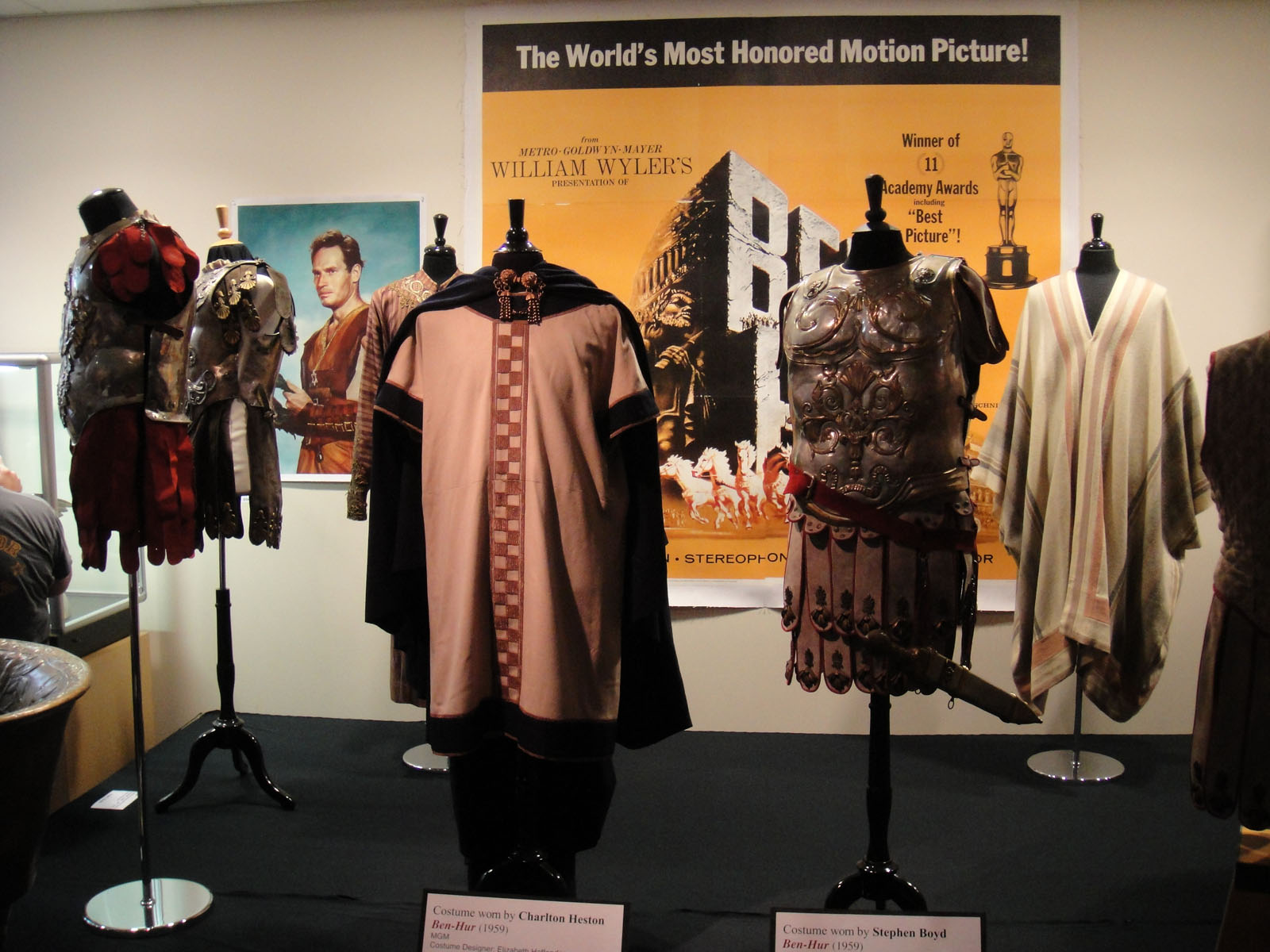
Kostüme aus dem Film Ben Hur (1959)

Elizabeth Haffenden besuchte nach dem Schulbesuch zunächst das Croydon College of Art und absolvierte anschließend ein Studium am Royal College of Art in London. Ihre Karriere als Kostümbildnerin in der Filmwirtschaft begann sie 1934 bei dem Film Colonel Blood und arbeitete bis kurz vor ihrem Tod an der Herstellung von über sechzig Filmen mit.
Bei der Oscarverleihung 1960 gewann sie erstmals einen Oscar für das beste Kostümdesign in einem Farbfilm, und zwar für den nach dem gleichnamigen Roman von Lew Wallace entstandenen Film Ben Hur (1959) von William Wyler mit Charlton Heston, Stephen Boyd und Haya Harareet in den Hauptrollen.
1966 erhielt sie zusammen mit Joan Bridge erstmals eine Nominierung für den British Academy Film Award (BAFTA Film Award) für die besten Kostüme für Die amourösen Abenteuer der Moll Flanders (1965) von Terence Young mit Kim Novak, Richard Johnson und Claire Ufland.
1967 erhielt sie ihren zweiten Oscar für das beste Kostümdesign in einem Farbfilm mit Joan Bridge für Ein Mann zu jeder Jahreszeit (1966) von Fred Zinnemann mit Paul Scofield, Wendy Hiller und Leo McKern. Zugleich gewannen sie und Joan Bridge auch den BAFTA Film Award 1968 für die beste Kostüme in diesem Film. Daneben erhielten beide 1968 eine weitere Nominierung für den BAFTA Film Award für die besten Kostüme in dem Musical-Film Half a Sixpence (1967) von George Sidney mit Tommy Steele, Julia Foster und Cyril Ritchard in den Hauptrollen.

## Filmografie (Auswahl)
- 1934: Colonel Blood
- 1943: Der Herr in Grau (The Man in Grey)
- 1945: Es blieb etwas zurück (A Place of One's Own)
- 1945: Musikpiraten (I’ll Be Your Sweetheart)
- 1946: Gefährliche Reise (Caravan)
- 1946: Bedelia
- 1947: Piratenliebe (The Man Within)
- 1947: Zigeunerblut (Jassy)
- 1949: Vom sündigen Poeten (The Bad Lord Byron)
- 1949: Columbus (Christopher Columbus)
- 1950: Portrait of Clare
- 1950: Paris um Mitternacht (So Long at the Fair)
- 1953: Anna von Singapur (Laughing Anne)
- 1954: Beau Brummell – Rebell und Verführer (Beau Brummell)
- 1955: Der schwarze Prinz (The Dark Avenger)
- 1955: Liebe, Tod und Teufel (Quentin Durward)
- 1956: Knotenpunkt Bhowani (Bhowani Junction)
- 1956: Moby Dick
- 1957: The Barretts of Wimpole Street
- 1957: I Accuse!
- 1959: Ben Hur
- 1960: Der endlose Horizont (The Sundowners)
- 1964: Deine Zeit ist um (Behold a Pale Horse)
- 1965: Die amourösen Abenteuer der Moll Flanders (The Amorous Adventures of Moll Flanders)
- 1965: L – Der Lautlose (The Liquidator)
- 1966: Arrivederci, Baby! (Drop Dead Darling)
- 1966: Ein Mann zu jeder Jahreszeit (A Man for All Seasons)
- 1966: Arrivederci Baby
- 1967: Half a Sixpence
- 1968: Tschitti Tschitti Bäng Bäng (Chitty Chitty Bang Bang)
- 1969: Die besten Jahre der Miss Jean Brodie (The Prime of Miss Jean Brodie)
- 1971: Anatevka (Fiddler on the Roof)
- 1972: Papst Johanna (Pope Joan)
- 1973: Der Schakal (The Day of the Jackal)
- 1974: Luther
- 1975: Die Schande des Regiments (Conduct Unbecoming)

## Auszeichnungen
- 1960: Oscar für das beste Kostümdesign
- 1967: Oscar für das beste Kostümdesign
- 1968: BAFTA Film Award für die besten Kostüme